# Sumpfbeet
Ein Sumpfbeet ist eine Stelle im Garten, wo der Boden meistens nass ist und nur gelegentlich abtrocknet. Hydrogeologisch betrachtet entspricht diese Situation damit der Definition eines Sumpfes. Wer ein Sumpfbeet in einem trockenen Garten haben möchte, kann auch durch gartenbauliche Maßnahmen nachhelfen. Dazu braucht es meistens eine Sperrschicht, die verhindert, dass Wasser zu sehr versickert. Zur Beschickung des Sumpfbeetes mit Wasser kann Niederschlagswasser verwendet werden, beispielsweise aus einem Fallrohr einer Regenrinne. Der Aufbau ähnelt dem eines Gartenteiches, nur ohne Tiefwasserzone. Kombinationen aus beidem sind natürlich möglich.

## Regenwasserbewirtschaftung
In vielen Kommunen wird das Versickern von Niederschlagswasser gefördert, um die Kläranlagen zu entlasten. Diese Förderung erfolgt oft durch eine gesplittete Abwassergebühr. Zur Versickerung ist ein Sumpfbeet gut geeignet. Allerdings müssen einige technische Aspekte beachtet werden. Insbesondere spielt die Versickerungsleistung eine wichtige Rolle, damit bei Starkregen keine weiteren Flächen ungewollt überschwemmt werden. Ein Sumpfbeet als Versickerungsmulde kann einer Zisterne oder Regentonne zum Sammeln des Niederschlagswassers nachgeschaltet werden.

## Ökologische Bedeutung von Sumpfbeeten
Das Anlegen von Sumpfbeeten und das Versickern von Niederschlagswasser ist eine wertvolle Maßnahme zur Anpassung an die Klimaveränderung. Unsere Städte sind zu warm und zu trocken. Beidem wirkt ein Sumpfbeet entgegen. Die Grundwasserneubildung wird gefördert, durch die Verdunstung wird die Umgebungstemperatur gesenkt.
Sumpfbeete können die Biodiversität erhöhen. Sie bieten Lebensraum für zahlreiche Tier- und Pflanzenarten. Sie können wie Trittsteine größere Lebensräume der Umgebung verbinden, sodass Individuen die Möglichkeit haben, zwischen ihnen zu wandern.

## Abwasserreinigung
Sind Sumpfbeete entsprechend ausgelegt, können sie als Pflanzenkläranlage eingesetzt werden. Eine Versickerung ist erst nach der Reinigungsstufe möglich. Deshalb bedarf es in jedem Fall einer Sperrfolie und einer mechanischen Reinigungsstufe (Sand). Eine Pflanzenkläranlage bietet sich für abgelegene Gebäude an, die nicht an die Kanalisation angeschlossen sind.